# Station Bedsted Thy
Station Bedsted Thy is een spoorwegstation in Bedsted in de Deense  gemeente Thisted. Het station ligt aan de lijn Struer - Thisted. 
Het treinverkeer is beperkt. Naast 10 treinen per dag van Arriva passeren er dagelijks drie treinen van DSB. Stoppen gebeurt alleen op verzoek.